# Готика (мініальбом)
Готика — другий міні- і третій загалом альбом гурту Vivienne Mort, який було презентовано в жовтні 2014 року у Львівському драматичному театрі імені Лесі Українки.

## Про альбом
Запис альбому відбувався на декількох різних студіях, саундпродюсером альбому є Юрій Акоп. Саме він запропонував писати наживо кожен звук і музичний інструмент платівки, серед яких були раніше нехарактерні для гурту акордеон, саксофон, труба та тромбон. Як пояснила вокалітка гурту Даніела Заюшкіна:
|  | «Готика» взагалі писалась на п’яти різних студіях. Ми співпрацювали з новими музикантами, і, на відміну від попередніх записів, до цього ми поставилися дуже ретельно і не випускали його в світ, доки нам не сподобається все. Тому він і створювався так довго, тому і надходять скарги, що пісень всього п'ять. |

## Список пісень
| #     | Назва         | Тривалість |
| ----- | ------------- | ---------- |
| 1.    | «Персефона»   | 4:02       |
| 2.    | «Університет» | 2:54       |
| 3.    | «Готика»      | 3:43       |
| 4.    | «Маріула»     | 4:31       |
| 5.    | «Риба»        | 3:13       |
| 18:25 |               |            |

## Учасники запису
- Даніела Заюшкіна — вокал, фортепіано
- Гліб Проців — ударні
- Влад Бутенко — бас-гітара
- Олександр Лєжньов — клавішні